# 18112 Jeanlucjosset
18112 Jeanlucjosset è un asteroide della fascia principale. Scoperto nel 2000, presenta un'orbita caratterizzata da un semiasse maggiore pari a 2,5440242 UA e da un'eccentricità di 0,2535587, inclinata di 12,05577° rispetto all'eclittica.